# En pleine nature avec Bear Grylls
Running Wild with Bear Grylls (ou En pleine nature en France, Nature sauvage avec Bear Grylls au Québec), est une émission de télé-réalité d'aventure, diffusée sur la chaîne américaine NBC entre 2014 et 2018, et depuis 2019 sur National Geographic Channel. Elle est animée par Bear Grylls.
L'émission est diffusée depuis le 19 juillet 2015 sur Discovery Channel France sous le nom Bear Grylls : VIP vs Wild. L'émission avec Barack Obama a été diffusée sur D8 le 20 janvier 2016 en version française. Elle est aussi diffusée en 2018 sur TFX. 
Depuis la saison 5, c'est National Geographic France qui diffuse le show. Au Québec, elle est diffusée depuis le 24 septembre 2015 sur Canal D et rediffusée depuis le printemps 2019 sur Ztélé.

## Principe
Le principe est similaire à la précédente émission de Bear Grylls, Seul face à la nature (Man vs Wild). À cette différence que, cette fois, il est accompagné d'une célébrité.
Il est également à la tête d'une version similaire au Royaume-Uni, Bear Grylls: Mission Survive, sauf que dans celle-ci c'est une compétition.

## Déroulement des saisons

### Saison 1 (2014)
En France, la 1re saison a été diffusée du 19 juillet jusqu'au 30 août 2015 sur Discovery Channel France.
Pour cette première saison, Bear Grylls a invité une femme et cinq hommes.
| Participant                             | Caractéristique                             | Localité                   | Diffusion          | Audience USA (en millions) |
| --------------------------------------- | ------------------------------------------- | -------------------------- | ------------------ | -------------------------- |
| Zac Efron (VF : Yoann Sover)            | Acteur révélé par High School Musical       | Montagnes Catskill         | 28 juillet 2014    | 4,43                       |
| Ben Stiller (VF : Maurice Decoster)     | Comédien et humoriste                       | Île de Skye                | 4 août 2014        | 3,97                       |
| Channing Tatum (VF : Stanislas Forlani) | Acteur                                      | Parc national de Yosemite  | 11 août 2014       | 4,54                       |
| Tom Arnold (VF : Michel Dodane)         | Comédien                                    | Chaîne côtière de l'Oregon | 18 août 2014       | 3,80                       |
| Tamron Hall (VF : Géraldine Asselin)    | Animatrice et correspondante d'NBC et MSNBC | Pink Cliffs                | 1er septembre 2014 | 3,84                       |
| Deion Sanders (VF : Rody Benghezala)    | Ancien sportif                              | Désert de l'Utah           | 8 septembre 2014   | 3,71                       |

### Saison 2 (2015)
La deuxième saison a été commandée le 25 mars 2015. Pour celle-ci, Bear Grylls a invité trois femmes et cinq hommes.
En France, la saison 2 est diffusée depuis le 10 avril 2016 sur Discovery Channel France.
Début septembre 2015, il est annoncé que le Président des États-Unis participera à l'émission, lors d'un épisode spécial.
| Participant                                    | Caractéristique                              | Localité             | Diffusion        | Audiences (en millions) | Audiences (en millions) |
| Participant                                    | Caractéristique                              | Localité             | Diffusion        | USA                     | France                  |
| ---------------------------------------------- | -------------------------------------------- | -------------------- | ---------------- | ----------------------- | ----------------------- |
| Kate Hudson (VF : Barbara Delsol)              | Actrice récompensée au Golden Globe          | Dolomites            | 13 juillet 2015  | 3,74                    |                         |
| Jesse Tyler Ferguson (VF : Jérôme Berthoud)    | Acteur notamment dans la série Modern Family | Alpes italienne      | 20 juillet 2015  | 3,34                    |                         |
| Kate Winslet (VF : Anneliese Fromont)          | Actrice récompensée aux Oscars               | Snowdonia            | 27 juillet 2015  | 3,63                    |                         |
| Ed Helms (VF : David Krüger)                   | Acteur notamment dans les Very Bad Trip      | Montagne du Colorado | 3 août 2015      | 3,78                    |                         |
| Michelle Rodríguez (VF : Laëtitia Lefebvre)    | Actrice dont les films Fast & Furious        | Désert du Nevada     | 10 août 2015     | 3,84                    |                         |
| James Marsden (VF : Damien Boisseau)           | Acteur                                       | Canyon de l'Utah     | 24 août 2015     | 2,91                    |                         |
| Michael B. Jordan (VF : Jean-Baptiste Anoumon) | Acteur révélé par Fruitvale Station          | Welsh Highlands      | 31 août 2015     | 3,35                    |                         |
| Drew Brees                                     | Joueur de football américain                 | Panama               | 7 septembre 2015 | 2,83                    |                         |
| Barack Obama (VF : Jeff Chaulange)             | 44e Président des États-Unis                 | Seward (Alaska)      | 17 décembre 2015 | 3,55                    | 1,159                   |

### Saison 3 (2016-17)
| Participant                            | Caractéristique                                               | Localité                     | Diffusion         | Audience USA (en millions) |
| -------------------------------------- | ------------------------------------------------------------- | ---------------------------- | ----------------- | -------------------------- |
| Nick Jonas                             | Ancien membre des Jonas Brothers, chanteur et acteur          | Sierra Nevada aux États-Unis | 1er août 2016     | 3,17                       |
| Julianne Hough                         | Ancienne danseuse et jurée de Dancing with the Stars, actrice | Savane africaine             | 2 août 2016       | 5,15                       |
| Courteney Cox                          | Comédienne                                                    | Irlande                      | 22 août 2016      | 4,07                       |
| Shaquille O'Neal                       | Ancien joueur de basket-ball                                  | Adirondacks                  | 29 août 2016      | 4,29                       |
| Lindsey Vonn                           | Championne Olympique de ski alpin                             | Corse                        | 5 septembre 2016  | 3,25                       |
| Mel B (VF : Laura Zichy)               | Membre des Spice Girls et personnalité de télévision          | Pays de Galles               | 7 septembre 2016  | 5,22                       |
| Marshawn Lynch                         | Footballeur américain                                         | Montagne Corse               | 12 septembre 2016 | 3,64                       |
| Sterling K. Brown                      | Acteur dont la série This Is Us                               | Montagne du Colorado         | 22 mai 2017       | 3,63                       |
| Julia Roberts (VF : Céline Monsarrat)  | Actrice récompensée aux Oscar du cinéma                       | Kenya                        | 25 mai 2017       | 4,06                       |
| Vanessa Hudgens (VF : Adeline Chetail) | Actrice révélée par High School Musical                       | Sierra Nevada                | 16 septembre 2017 | 2,11                       |

### Saison 4 (2018)
| Participant                               | Caractéristique                                    | Localité                           | Diffusion       | Audience USA (en millions) |
| ----------------------------------------- | -------------------------------------------------- | ---------------------------------- | --------------- | -------------------------- |
| Joseph Gordon-Levitt (VF : Alexis Victor) | Acteur                                             | Kenya                              | 7 mai 2018      | 3,53                       |
| Keri Russell                              | Actrice ayant reçu un Golden Globe                 | Îles Canaries                      | 14 mai 2018     | 3,01                       |
| Lena Headey                               | Actrice dont Game of Thrones                       | Péninsule Ibérique                 | 21 mai 2018     | 2,92                       |
| Don Cheadle (VF : Sidney Kotto)           | Acteur ayant reçu un Golden Globe                  | Montagnes Blanches (New Hampshire) | 18 juin 2018    | 3,15                       |
| Derek Hough                               | Danseur et personnalité de Dancing with the Stars  | Rila                               | 25 juin 2018    | 3,16                       |
| Scott Eastwood                            | Acteur et fils de Clint Eastwood                   | Balkans                            | 2 juillet 2018  | 3,13                       |
| Roger Federer                             | Tennisman ayant remporté le Grand Chelem de tennis | Alpes suisse                       | 8 juillet 2018  | 1,88                       |
| Uzo Aduba                                 | Actrice ayant reçu deux Emmy Award                 | Pyrénées                           | 15 juillet 2018 | 2,01                       |

### Saison 5 (2019)
| Participant                             | Caractéristique                                          | Localité  | Diffusion | Audience USA (en millions) |
| --------------------------------------- | -------------------------------------------------------- | --------- | --------- | -------------------------- |
| Alex Honnold (VF : Jonathan Benamhou)   | Grimpeur professionnel                                   |           |           |                            |
| Armie Hammer (VF : Jérémy Prévost)      | Comédien dont Call Me by Your Name et The Social Network |           |           |                            |
| Brie Larson (VF : Élisabeth Ventura)    | Actrice récompensée aux Oscars                           | Panama    |           |                            |
| Cara Delevingne (VF : Nastassja Girard) | Mannequin et actrice                                     | Sardaigne |           |                            |
| Channing Tatum (VF : Stanislas Forlani) | Acteur ayant participé à la saison 1                     |           |           |                            |
| Dave Bautista (VF : Serge Biavan)       | Acteur et ancien pratiquant de combat libre et catcheur  |           |           |                            |
| Joel McHale (VF : Jérôme Frossard)      | Acteur, animateur de télévision et humoriste             |           |           |                            |
| Rob Riggle (VF : Constantin Pappas)     | Acteur                                                   |           |           |                            |
| Zachary Quinto (VF : Adrien Antoine)    | Acteur dont Heroes et Star Trek                          |           |           |                            |
| Bobby Bones (VF : Christophe Seugnet)   | animateur de radio                                       |           |           |                            |

### Saison 6 (2021)
| Participant                                           | Caractéristique                                                       | Localité                 | Diffusion     | Audience USA (en millions) |
| ----------------------------------------------------- | --------------------------------------------------------------------- | ------------------------ | ------------- | -------------------------- |
| Anthony Mackie (VF : Jean-Baptiste Anoumon)           | Acteur présent notamment dans l'univers cinématographique Marvel      | Dolomites italiennes     | 29 mars 2021  | 0,437                      |
| Terry Crews (VF : Frantz Confiac)                     | Acteur connu notamment pour son rôle dans Tout le monde déteste Chris | Hautes Terres d'Islande  | 5 avril 2021  | 0,400                      |
| Danica Patrick                                        | Championne de pilotage automobile                                     | Désert de Moab           | 12 avril 2021 | 0,459                      |
| Rainn Wilson                                          | Acteur connu notamment pour son rôle dans The Office                  | Montagnes La Sal         | 19 avril 2021 | 0,560                      |
| Keegan-Michael Key (VF : Serge Faliu)                 | Acteur, humoriste, scénariste et producteur                           | Champs de lave islandais | 26 avril 2021 | 0,391                      |
| Danny Trejo                                           | Acteur et producteur                                                  | Désert de Moab           | 3 mai 2021    |                            |
| Gina Carano                                           | actrice, mannequin et sportive                                        | Dolomites                | 10 mai 2021   |                            |
| Bobby Bones et Caitlin Parker (VF : Ludivine Maffren) | Animateur de télévision et de radio et sa compagne                    | Sierra Nevada            | 17 mai 2021   |                            |